# 普爾皮特山
普爾皮特山（英語：Pulpit Mountain），是南極洲的山峰，位於南奧克尼群島的科羅內申島東端，處於斯彭斯港以西2.8公里，海拔高度945米，現時由南極條約體系管理。